# El Natahoyo
El Natahoyo  es uno de los barrios que se integran en el Distrito Oeste del concejo de Gijón (Principado de Asturias, España), junto con La Calzada, Jove, Moreda y Tremañes. Es un barrio clave para la ciudad de Gijón puesto que él viven unas 15 000 personas [cita requerida] y están varios equipamientos relevantes como el Acuario, la playa de Poniente, el Club Natación Santa Olaya o el Museo del Ferrocarril.

## Población
En el padrón de 2018, el barrio tenía una población total de 15 191 habitantes, de los cuales 7 836 eran mujeres y 7 355 hombres. Era el séptimo barrio más poblado de la ciudad.

## Ubicación y comunicaciones
El barrio está dentro del Distrito Oeste, junto con La Calzada, Jove, Tremañes y Moreda. Sus límites son:
- Norte: mar Cantábrico mediante un litoral que combina playas, instalaciones deportivas e industriales.
- Este: barrios de El Centro y Laviada.
- Sur: barrio de Moreda —que antiguamente pertenecía a El Natahoyo—, del cual está separado por la avenida de José Manuel Palacio.
- Oste: barrio de La Calzada, del cual está separado por la avenida del Príncipe de Asturias.

El barrio está bien comunicado con el resto de la ciudad. Destaca la avenida de Galicia que discurre este-oeste y es su eje vertebrador. Los autobuses urbanos de Emtusa operan en el barrio con las líneas 1, 4, 6, 12 y las líneas nocturnas del 34 y el Búho 1.

## Historia

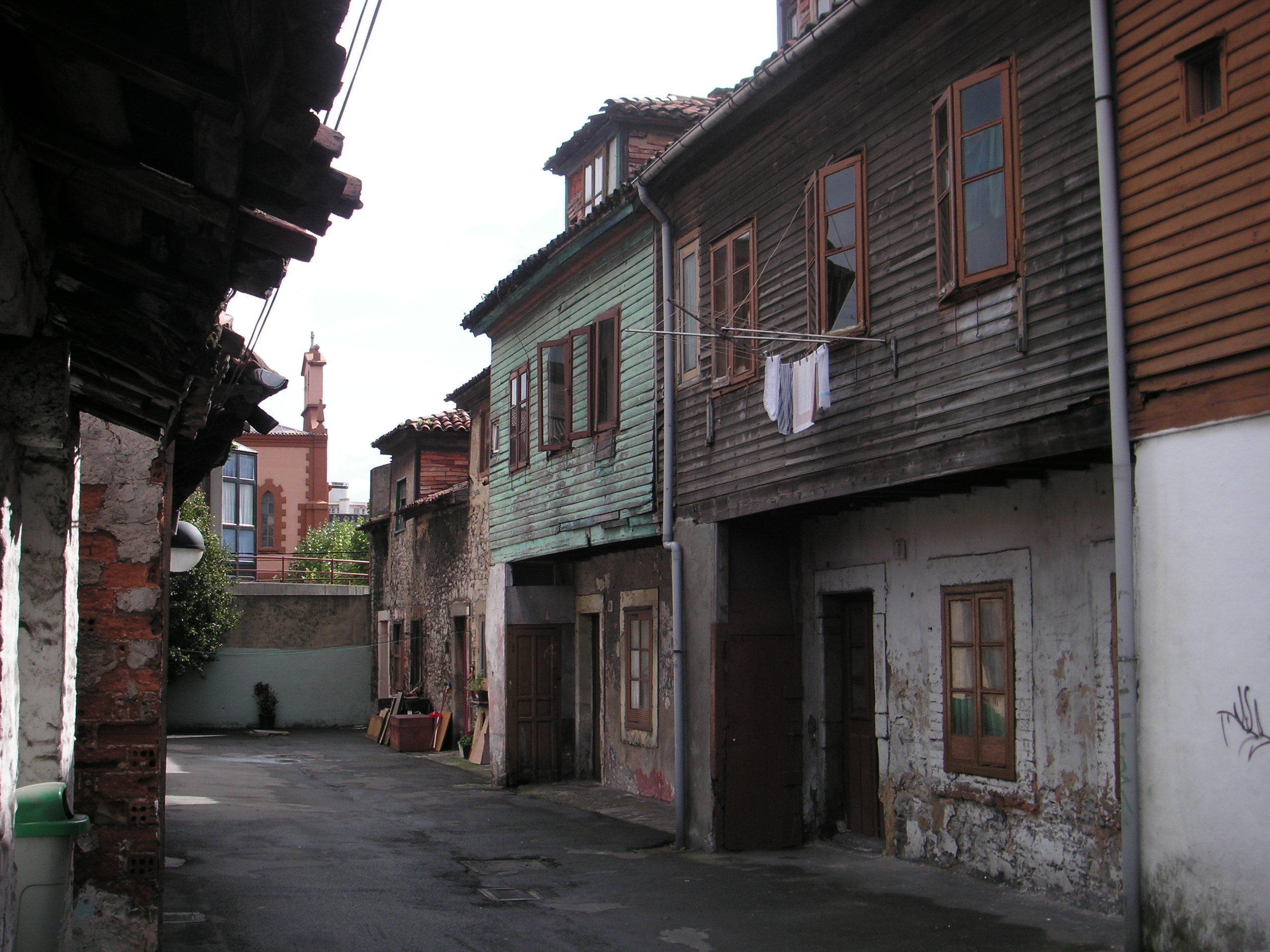
La calle Coroña en el año 2005.

Su nombre puede tener origen en el topónimo Villa Ataulio, de época romana. Era un coto de 632 días de bueyes del marquesado de San Esteban de Natahoyo. En el siglo XIX comienzan a instalarse pequeñas fábricas en el barrio junto con la Estación del Norte (1874), hoy Museo del Ferrocarril de Asturias. Se convirtió entonces en el barrio industrial más importante de la villa junto con La Calzada, destacando también los astilleros de Naval Gijón que se conservan parcialmente. También proliferaron las ciudadelas, de las cuales se conserva algún ejemplo.
A partir de los 1980, el cierre al tráfico de la Estación del Norte y desvío de las vías a la estación de Gijón Jovellanos, la demolición de la Fábrica de Moreda y urbanización del entorno, demolición de astilleros e industrias ubicados en la costa y reconversión de la zona mediante modernos edificios que dominan las Playas de Poniente y Arbeyal, construidas sobre 1995; ha regenerado el barrio de un barrio industrial a uno residencial con modernos equipamientos.

## Equipamientos
En el barrio se encuentran el Museo del Ferrocarril de Asturias, el Acuario de Gijón, y parte de las playas de El Arbeyal y Poniente. 
Aparte de estos, El Natahoyo presenta otros equipamientos: 

### Entorno de El Arbeyal

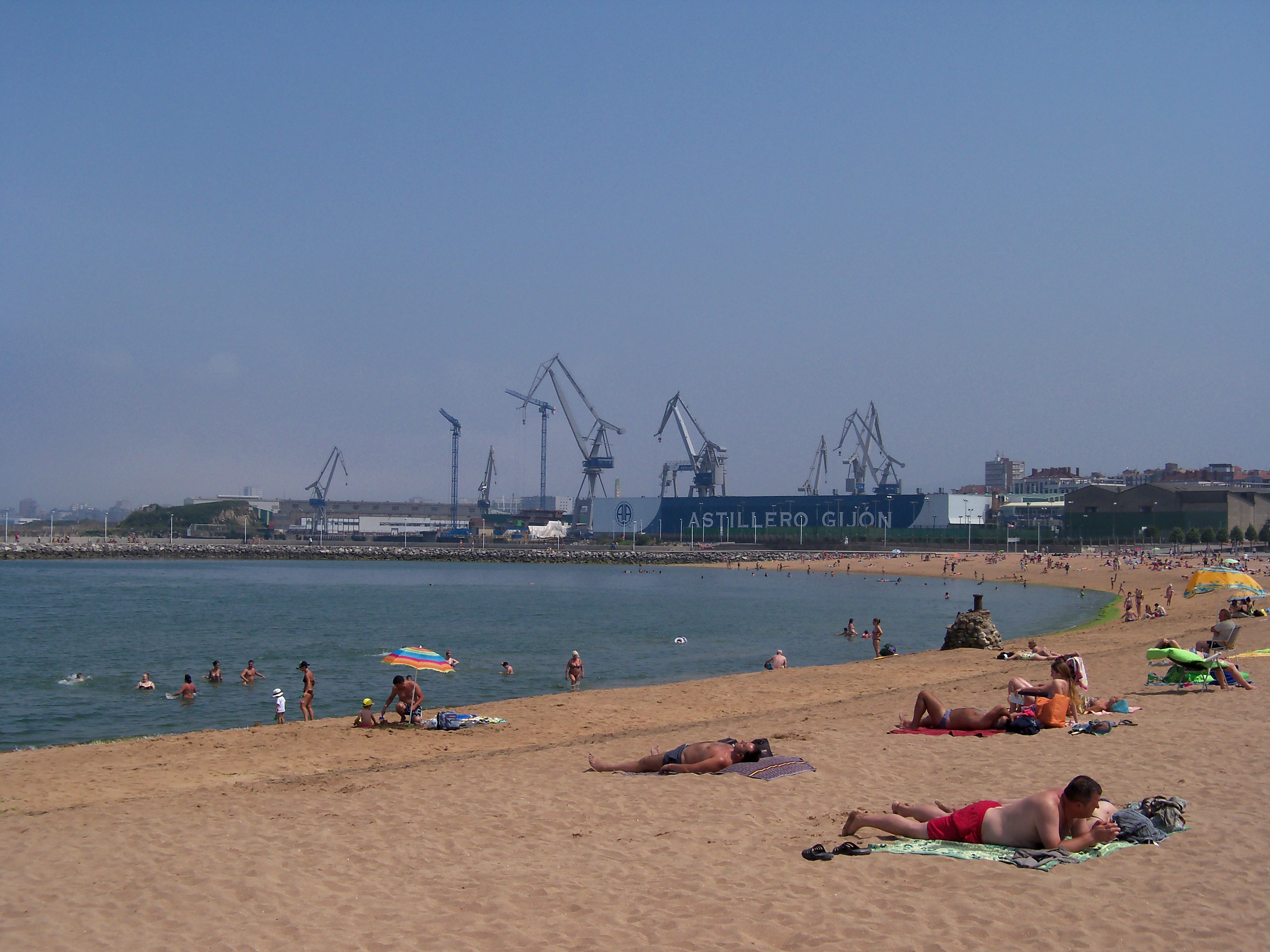
Playa de El Arbeyal

Con la regeneración urbana de la playa de El Arbeyal, surgieron en el lugar varios equipamientos destacables como la sede central de la Empresa Municipal de Aguas (EMA) —un edificio circular con fuentes ornamentales construido en 1997—, el centro de salud Casa del Mar, el centro integrado de formación profesional del Mar, el Centro Oceanográfico de Gijón, el centro de día del Aberyal, el parque del Arbeyal —bajo el cual hay un pozo de tormentas— y finalmente promociones urbanísticas recientes cerca del Club Natación Santa Olaya.

### Industria
El barrio sigue manteniendo su pasado industrial gracias a los Astilleros Armón Gijón y a las instalaciones de Duro Felguera Calderería Pesada. También están los antiguos terrenos de Naval Gijón, lugar donde se ubica anualmente la feria y actividades de la Semana Negra.

### Sanidad
Aparte del ya mencionado centro de salud Casa del Mar existe también el Centro Salud Natahoyo.

### Educación

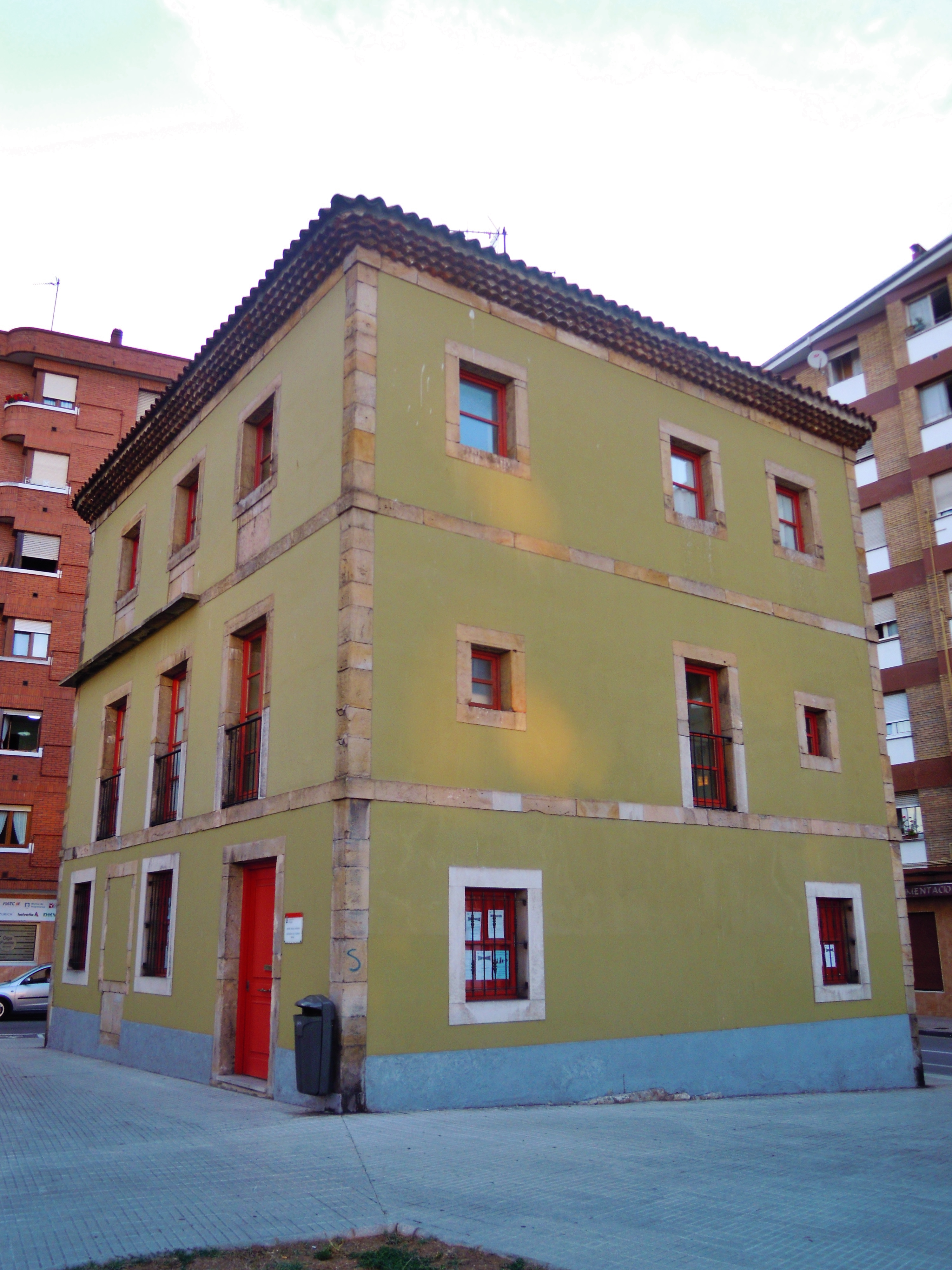
Edificio sede de la Asociación de Vecinos Atalía

Tiene tres Colegios Públicos (El Lloréu, Santa Olaya y Atalía -bilingüe-), una Escuela de Educación Infantil de Segundo Ciclo (Escuela de Educación Infantil Miguel Hernández) y una Escuela de Educación Infantil de Primer Ciclo (Escuela de Educación Infantil Atalía). También se encuentra el Centro del Profesorado y Recursos de Gijón, próximo al CP El Lloréu.

### Religión
La Compañía de Jesús tiene encomendada la parroquia de San Esteban del Mar, y además dirige el Hogar de San José, una institución sin ánimo de lucro que alberga niños y jóvenes en indefensión familiar y social, y el Centro de Formación Profesional Revilla-Gigedo.
También hay otra iglesia, la Parroquia Santa Olaya, inaugurada en 2018.

### Deporte
Destaca su emblemático Club Natación Santa Olaya, que dispone de varias instalaciones deportivas privadas, especialmente orientadas a la natación.